# Hotonnes
Hotonnes – miejscowość i dawna gmina we Francji, w regionie Owernia-Rodan-Alpy, w departamencie Ain. W dniu 1 stycznia 2016 roku z połączenia czterech ówczesnych gmin – Le Grand-Abergement, Hotonnes, Le Petit-Abergement oraz Songieu – powstała nowa gmina Haut Valromey. Siedzibą gminy została miejscowość Hotonnes. W 2013 roku populacja Hotonnes wynosiła 314 mieszkańców.